# Бребёф, Жан де
Святой Жан де Бребёф, Иоанн де Бребёф (фр. Jean de Brébeuf; 25 марта 1593, Конде-сюр-Вир, Нормандия, Франция — 16 марта 1649, Святая Мария среди гуронов (ныне — провинции Онтарио, Канада) — католический святой, священник-иезуит, мученик. Считается небесным покровителем Канады.

## Биография
Жан де Бребёф родился в небольшом нормандском городке Конде-сюр-Вир. В 1617 году он поступил в новициат ордена иезуитов в Руане. Через пять лет стал священником, а ещё через четыре года, в 1626 году был отправлен в Новую Францию, как называлась часть современной Канады, контролируемая французами.
Целью Жана была миссия среди индейского племени гуронов. Он поселился в индейском селении на берегах озера Гурон, выучил язык гуронов, изучал обычаи и традиции индейцев. Этнографические записи Жана де Бребёфа, а также составленный им словарь языка гуронов имеют громадную ценность.
Миссионерская деятельность была приостановлена после захвата Квебека англичанами, однако после отвоевания Квебека французами в 1634 году Жан продолжил миссию в Гуронии, созданном французами дружественном государстве индейцев. Наряду с добрым приёмом Жану приходилось сталкиваться и с враждебностью индейцев, которая привела к тому, что в 1641 году он вынужден был уехать в г. Квебек. Однако в 1644 году Жан в третий раз поехал в Гуронию, движимый состраданием к гуронам, которые терпели поражения в войне против ирокезов, поддерживаемых англичанами, и жестоко ими истреблялись. 16 марта 1649 году форт Сент-Игнас, где находился в то время Жан де Бребёф, был штурмом взят ирокезами. Святой вместе со своим товарищем, также священником-иезуитом Габриелем Лалеманом претерпел мученическую смерть после долгих и ужасных пыток.

## Почитание
Святой Жан де Бребёф был провозглашён небесным покровителем Квебека и всей Канады. Причислен к лику святых в 1930 году в группе канадских мучеников.
День памяти — 19 октября.